# Placidochromis
Placidochromis (Latein: placidus = friedlich + chromis eine Riffbarschgattung in der früher auch Buntbarsche eingeordnet wurden) ist eine Gattung afrikanischer Buntbarsche (Cichlidae). Sie leben in der Natur ausschließlich im Malawisee (der in Tansania und Mosambik Njassasee genannt wird) und zum Großen Afrikanischen Grabenbruch gehört. Die Gattung gehört nicht zu den Mbuna, den an das Biotop der Felsküsten gebundenen Buntbarschen.

## Merkmale
Placidochromis-Arten werden 6 bis 20 Zentimeter lang und ähneln in ihrer Körperform den Arten der Gattungen Aulonocara. Die Gattung bildet wahrscheinlich keine natürliche Verwandtschaftsgruppe, ist also nicht monophyletisch. In ihr wurden Arten aufgenommen, die in ihrer am besten bei Jungfischen und Weibchen zu erkennenden schwarzen Grundpigmentierung eine deutliche Querstreifung aufweisen und denen eine waagerechte Streifung fehlt. Bei den geschlechtsreifen Männchen wird diese Grundpigmentierung durch eine farbenfrohe Prachtfärbung überlagert. Das Muster der Grundpigmentierung wird zur Klassifikation herangezogen, da man annimmt, das dieses Zeichnungsmuster wenig durch Umweltfaktoren beeinflusst wird und damit eine stammesgeschichtliche Verwandtschaft erkennen lässt, im Unterschied zu morphologischen Merkmalen, wie die Bezahnung, die sich durch die rasche Evolution der Malawiseebuntbarsche stark geändert haben. Wie fast alle Buntbarsche des Malawisees sind die Placidochromis-Arten ovophile Maulbrüter. 

## Arten
Derzeit sind 43 Arten bekannt:

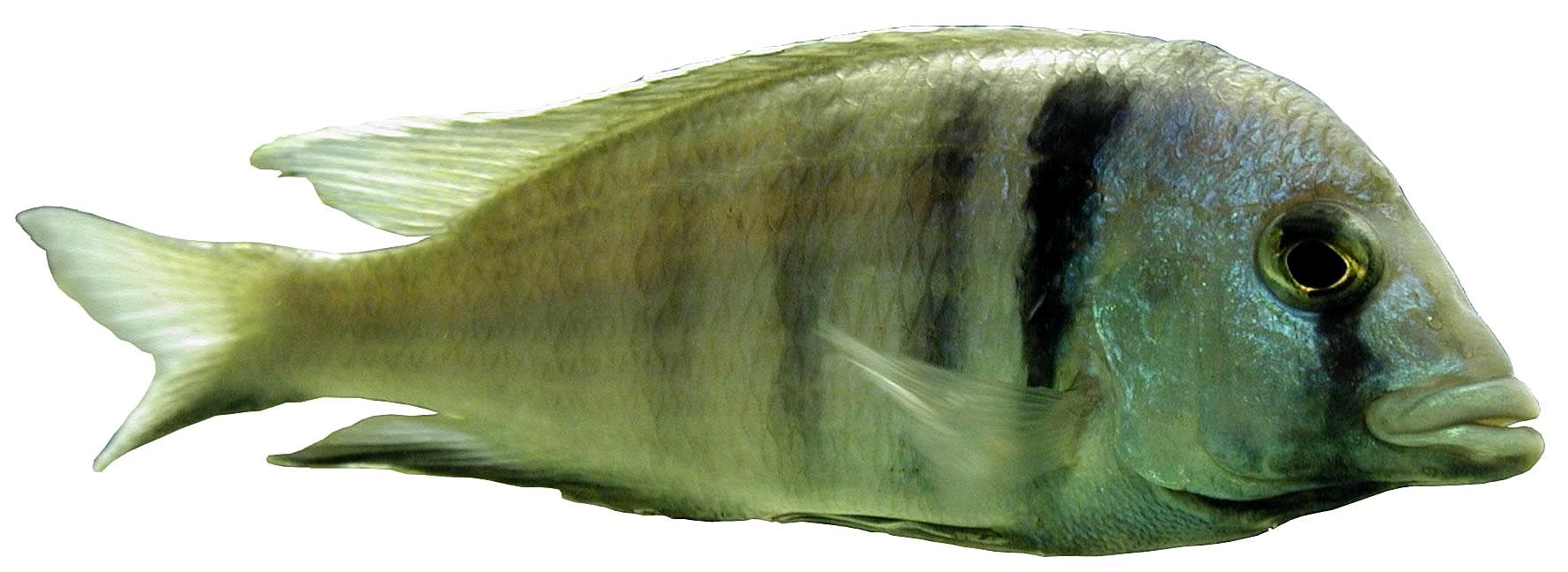
Likomamaulbrüter (P. electra)

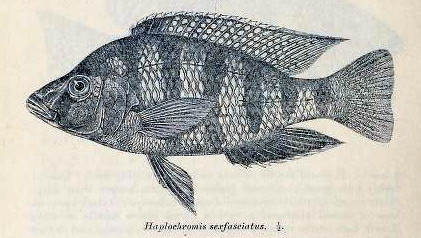
Placidochromis johnstoni

- Placidochromis acuticeps Hanssens, 2004
- Placidochromis acutirostris Hanssens, 2004
- Placidochromis argyrogaster Hanssens, 2004
- Placidochromis boops Hanssens, 2004
- Placidochromis borealis Hanssens, 2004
- Placidochromis chilolae Hanssens, 2004
- Placidochromis communis Hanssens, 2004
- Placidochromis domirae Hanssens, 2004
- Placidochromis ecclesi Hanssens, 2004
- Likomamaulbrüter (Placidochromis electra Burgess, 1979)
- Placidochromis elongatus Hanssens, 2004
- Placidochromis fuscus Hanssens, 2004
- Placidochromis hennydaviesae (Burgess & Axelrod, 1973)
- Placidochromis intermedius Hanssens, 2004
- Placidochromis johnstoni (Günther, 1894)
- Placidochromis koningsi Hanssens, 2004
- Placidochromis lineatus Hanssens, 2004
- Placidochromis longimanus (Trewavas, 1935), Typusart
- Placidochromis longirostris Hanssens, 2004
- Placidochromis longus Hanssens, 2004
- Placidochromis lukomae Hanssens, 2004
- Placidochromis macroceps Hanssens, 2004
- Placidochromis macrognathus Hanssens, 2004
- Placidochromis mbunoides Hanssens, 2004
- Placidochromis milomo Oliver, 1989
- Placidochromis minor Hanssens, 2004
- Placidochromis minutus Hanssens, 2004
- Placidochromis msakae Hanssens, 2004
- Placidochromis nigribarbis Hanssens, 2004
- Placidochromis nkhatae Hanssens, 2004
- Placidochromis nkhotakotae Hanssens, 2004
- Placidochromis obscurus Hanssens, 2004
- Placidochromis ordinarius Hanssens, 2004
- Placidochromis orthognathus Hanssens, 2004
- Placidochromis pallidus Hanssens, 2004
- Placidochromis phenochilus (Trewavas, 1935)
- Placidochromis platyrhynchos Hanssens, 2004
- Placidochromis polli (Burgess & Axelrod, 1973)
- Placidochromis rotundifrons Hanssens, 2004
- Placidochromis subocularis (Günther, 1894)
- Placidochromis trewavasae Hanssens, 2004
- Placidochromis turneri Hanssens, 2004
- Placidochromis vulgaris Hanssens, 2004